# Kathedraal (Kroondomein)

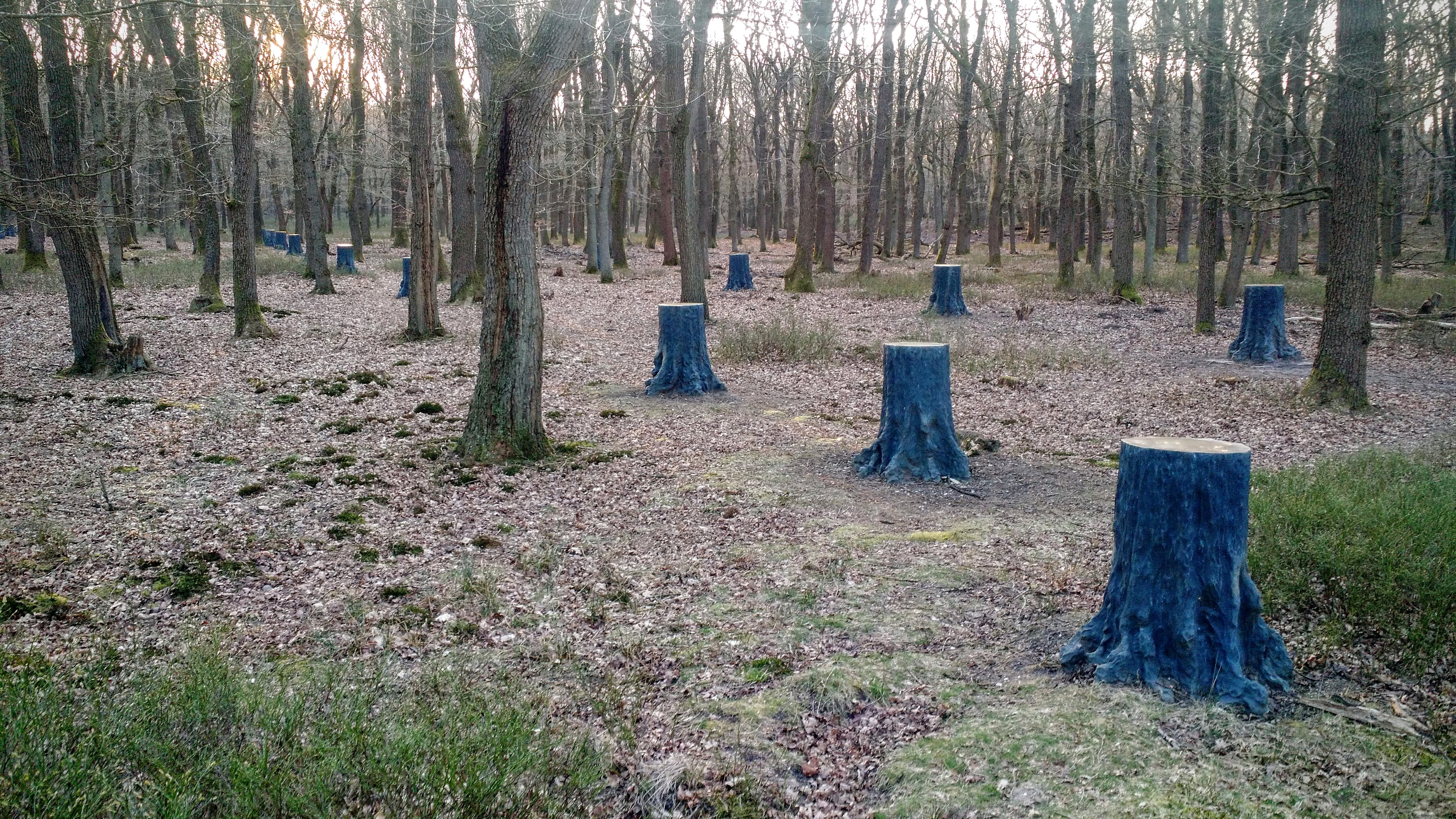
Marinus Boezem: Bronzen boomstronken volgens plattegrond van de kathedraal van Reims.

De Kathedraal is een kunstwerk van Marinus Boezem in het Kroondomein Het Loo in de gemeente Apeldoorn. Het bestaat uit veertig boomstronken in brons op betonnen fundering, geplaatst overeenkomstig de plattegrond van de kathedraal van Reims. Koningin Beatrix schonk dit kunstwerk ter gelegenheid van haar 60e verjaardag aan het Kroondomein om de verbondenheid van de Oranjes met dit gebied te onderstrepen. Het werd op 21 augustus 1999 onthuld.

## Achtergrond
De beeldhouwer Marinus Boezem, maker van land art, liet in 1987 in de Flevopolder bij Almere 178 populieren planten in de vorm van dezelfde kathedraal: de Groene Kathedraal. "Ik koos voor de gotische kathedraal omdat het zo'n mooie omsluiting van ruimte is. De kathedraal is wel een schakel met het verleden, die naar meer verwijst dan het christendom. Mijn Groene Kathedraal is een hommage aan de westerse beschaving", zegt Boezem. In 1994 volgde op het eiland Neeltje Jans een versie die volgens hetzelfde patroon is samengesteld van de basaltstenen die overbleven na de bouw van de stormvloedkering.

## Locatie
Het kunstwerk is niet gemarkeerd en ligt verborgen in het bos, op ongeveer 300 meter ten noord-oosten van het kruispunt Wieselseweg-Elspetergrindweg, op de locatie die bij dit artikel is aangegeven.